# Abdij van Franquevaux

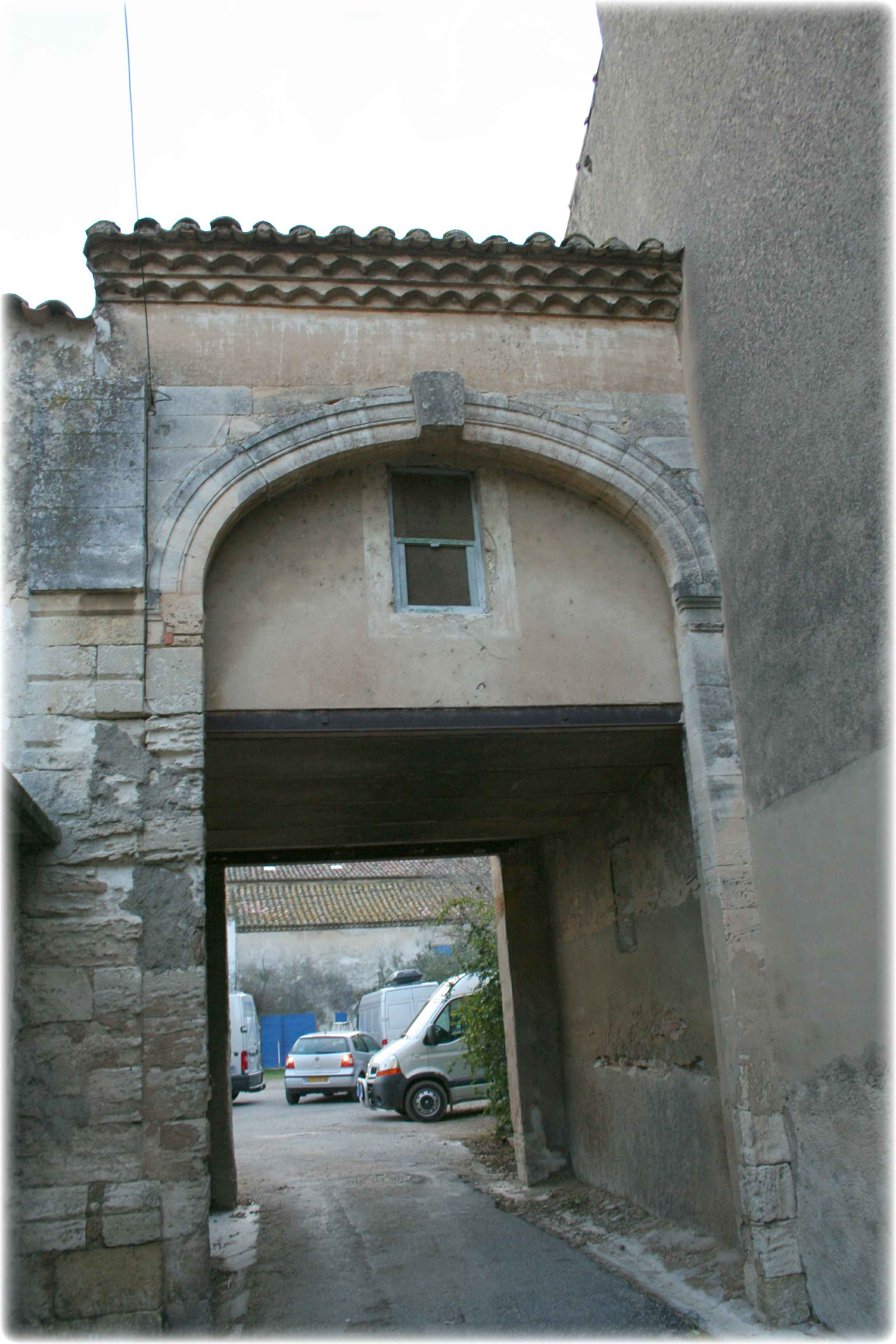
Restanten van de abdij

De Abdij van Franquevaux (Latijn: Francae Valles) was een abdij van de cisterciënzers in de gemeente Beauvoisin, nabij Saint-Gilles-du-Gard, in het departement Gard in de regio Languedoc-Roussillon in Frankrijk. De abdij lag in de buurt van de Étang de Scamandre, ook wel moeras van Scamandre genoemd.

## Geschiedenis

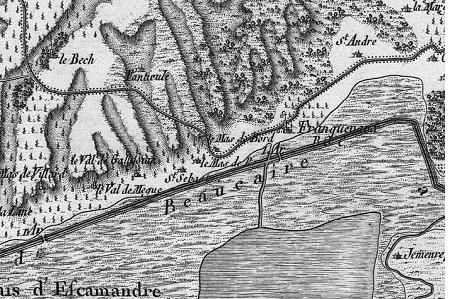
Ligging van de abdij

De abdij was een dochterklooster van de abdij van Morimond. Voor de komst van de cisterciënzers leefden er kluizenaars op deze plek. Door een belangrijke schenking van de familie Pons-Guillaume werd de abdij gesticht. Aldebert van Uzès, bisschop van Nîmes, bekrachtigde de schenking. Andere edelen uit het bisdom Nîmes volgden met giften.
Samen met de abdijen van Psalmody en Saint-Gilles werkte de abdij aan de drooglegging van de grote moerasgebieden in de buurt van de kust. Veel van de daarna nieuw bevolkte gebieden werden echter na de grote pestepidemie van 1348 weer verlaten. De abdij, die haar geld verdiende met de zoutwinning, werd meermaals belegerd en geplunderd, in 1562, 1622 en 1703 door de Camisards. In 1705 werd de abdij weer opgebouwd. Na de Franse Revolutie ging de abdij op in het gelijknamige gehucht.

## Overblijfselen
Van de abdij is alleen een grote stenen muur van de kloosterkerk uit 1209 behouden.